# Миллс, Дерек
Дерек Брюс Миллс (англ. Derek Bruce Mills; род. 9 июля 1972, Вашингтон) — американский легкоатлет (бег на короткие дистанции), чемпион мира, чемпион летних Олимпийских игр 1996 года в Атланте.

## Биография
Уроженец Вашингтона (округ Колумбия). Миллс учился в католической средней школе ДеМата в Хяттсвилле (штат Мэриленд).
В 1994 году Миллс выиграл чемпионат Национальной ассоциации студенческого спорта (NCAA) в беге на 400 метров в Бойсе (штат Айдахо). В том же году он занял второе место в мировом рейтинге после Майкла Джонсона, семь раз в этом году преодолев барьер 45,00 секунд.
На Олимпиаде в эстафете 4×400 метров команда США (Ламонт Смит, Элвин Харрисон, Дерек Миллс, Антуан Мэйбенк, Джейсон Роузер), за которую Харрисон бежал на втором этапе, завоевала золотые медали с результатом 2:55,99 секунды, опередив сборные Великобритании и Ямайки.
Миллс получил степень доктора права на юридическом факультете Тулейнского университета и степень магистра делового администрирования в Школе бизнеса Фримена при Тулейнском университете в 2006 году. В настоящее время он работает помощником тренера по лёгкой атлетике в Тулейнском университете в Новом Орлеане (штат Луизиана).
Миллс — отчим игрока Национальной футбольной лиги Оделла Бекхэма-младшего. Он женат на Хизер Ван Миллс, матери Бекхэма. Он получил шесть наград Национальной ассоциации студенческого спорта в лёгкой атлетике, когда учился в Университете штата Луизиана. Долгое время он работал тренером по лёгкой атлетике.